# Rotor Savonius

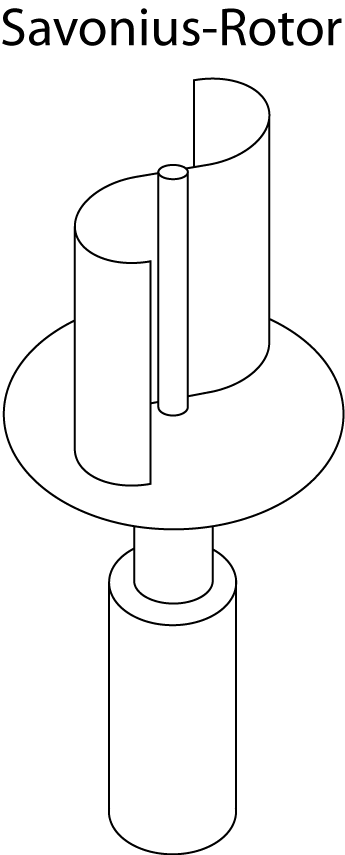
Esquema d'una turbina Savonius de dues pales.

Els  rotors Savonius  són un tipus de turbina eòlica d'eix vertical emprades per convertir el poder del vent en torsió sobre un eix rotatori. Van ser inventades per l'enginyer finlandès Sigurd J. Savonius l'any 1922. Amb un precedent del 1578.

## Funcionament
Les Savonius són unes de les turbines més simples. Aerodinàmicament, són dispositius d'arrossegament o resistència que consten de dues o tres pales. Mirant el rotor des de dalt, les pales formen la figura d'una S. Per raó de la curvatura, les pales experimenten menys resistència quan es mouen en contra del vent que a favor d'ell. Aquesta diferència causa que la turbina Savonius giri. Com que és un artefacte d'arrossegament, la Savonius extreu molt menys de la força del vent que les turbines de sustentació amb similar grandària. D'altra banda, no necessiten orientar-se en la direcció del vent, suporten millor les turbulències i poden començar a girar amb vents d'alta velocitat. És una de les turbines més econòmiques i més fàcils d'usar.

## Proporcions

Funcionament d'una turbina Savonius.

Encara que originalment la turbina tenia un espaiat entre pales que corresponia a 1/3 del diàmetre d'una pala, el més comú avui dia és utilitzar un espaiat d'1/6 de pala. En altres paraules, la pala se superposa cobrint 1/6 del diàmetre de l'altra (distància  i  en la figura de l'esquerra).
La relació diàmetre i altura està en dubte. Alguns recomanen que l'altura sigui el doble del diàmetre (total), altres assenyalen que l'eficiència és major en una relació 1:4 o 1:6.

## Potència i velocitat de gir
La potència màxima en watts [W] que podem obtenir amb un rotor Savounius pot calcular amb la fórmula:
Pmàx = 0,18·H·D·v3 [W],
on H és l'altura i D el diàmetre del rotor, ambdós expressats en metres [m] i v3 és el cub de la velocitat del vent expressada en metres per segon [m/s].
La velocitat de gir n en revolucions per minut [rpm] d'un rotor Savonius es calcula amb la següent fórmula:
n = (60·λ·v)/(π·D) [rpm]
on λ és un factor anomenat velocitat eòlica específica (nombre adimensional), v la velocitat del vent en [m/s] i D el diàmetre del rotor Savounius en [m].
La velocitat específica λ és un factor característic de cada eòlica. El seu valor oscil·la entre 0,5 i 14. S'obté dividint la velocitat de les puntes de les pales per la velocitat del vent. En un rotor Savonius λ és aproximadament igual a la unitat (λ = 1).
Aplicant aquestes dues fórmules a un rotor Savonius construït amb les dues meitats d'un barril de petroli d'aprox. 200 litres (H = aprox. 0,9 m, D = aprox. 1,0 m), sota un vent de 10 m/s (= 36 km/h), aquest tindrà una potència de aprox. 120 watts i girarà a aprox. 150 revolucions per minut (depenent de la càrrega).

## Ús

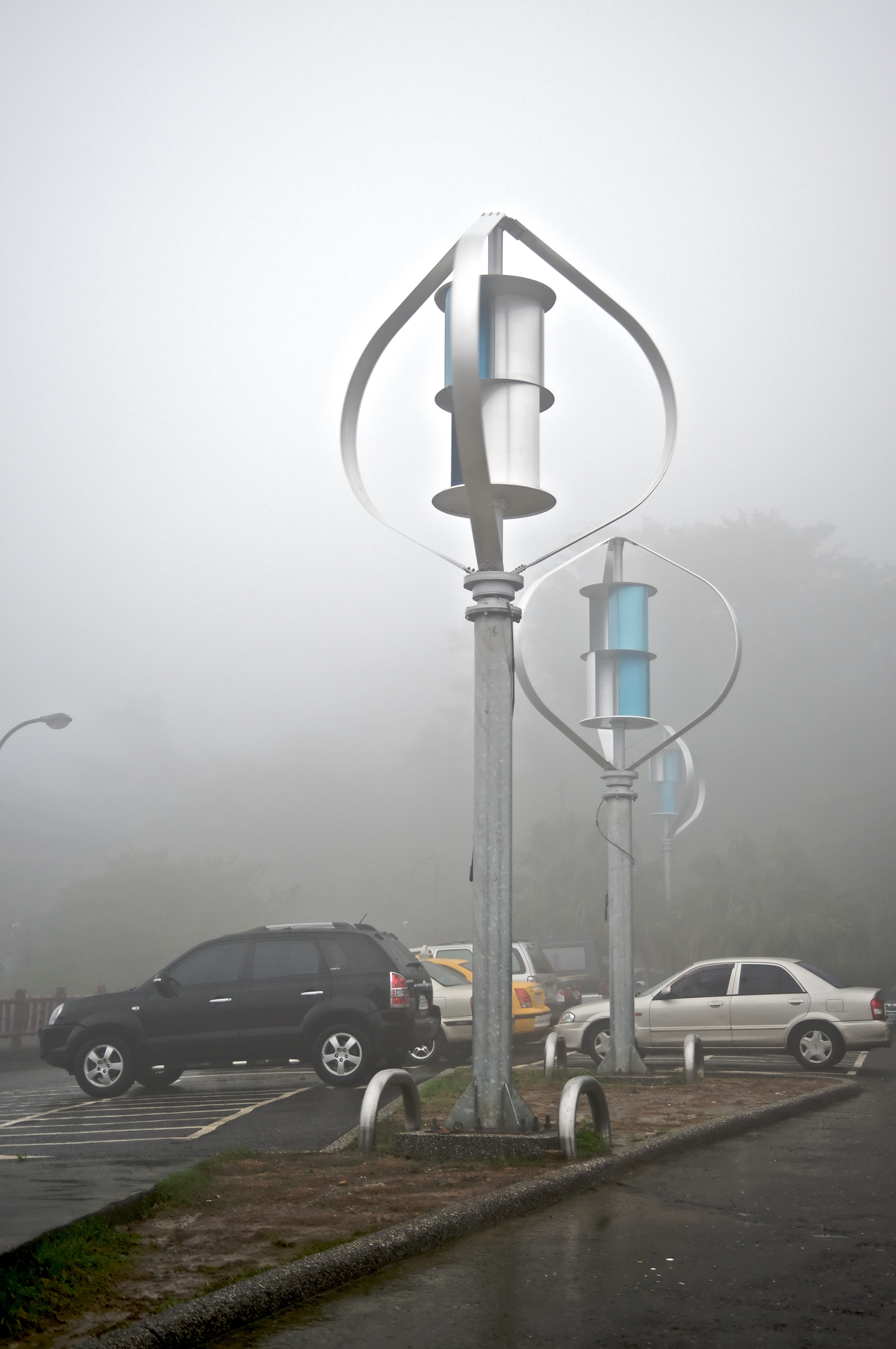
Rotors combinats Darrieus-Savonius a Taiwan

Les turbines Savonius són usades quan el cost és més important que l'eficiència. Per exemple, hi ha molts anemòmetres que són turbines Savonius (o d'un disseny derivat), perquè l'eficiència és completament irrellevant per aquesta aplicació. Savonius molt més grans han estat usades per generar electricitat en boias d'aigües profundes, les quals necessiten petites quantitats de potència i requereixen poquíssim manteniment.
L'aplicació més comuna de la turbina Savonius és el ventilador Flettner el que es veu generalment en els sostres de furgonetes i busos usat com a dispositiu de refredament. El ventilador va ser creat per l'enginyer alemany Anton Flettner.